# Kaitlyn Maher
Kaitlyn Ashley Maher (n. 10 ianuarie 2004, Novi⁠(d), Michigan, SUA) este o actriță și cântăreață-copil din Statele Unite. Este actriță de film, televiziune, și voce.